# STS-103
STS-103, voluit Space Transportation System-103, was een spaceshuttlemissie van de Discovery naar de Hubble-ruimtetelescoop. Het was de derde van vijf onderhoudsmissies naar de telescoop.

## Bemanning
| Positie            | Lancering                             | Landing                               |                                       |
| ------------------ | ------------------------------------- | ------------------------------------- | ------------------------------------- |
| Bevelhebber        | Curtis Brown 6e ruimtevlucht          | Curtis Brown 6e ruimtevlucht          |                                       |
| Piloot             | Scott Kelly 1e ruimtevlucht           | Scott Kelly 1e ruimtevlucht           |                                       |
| Missiespecialist 1 | John Grunsfeld 3e ruimtevlucht        | John Grunsfeld 3e ruimtevlucht        |                                       |
| Missiespecialist 2 | Jean-François Clervoy 3e ruimtevlucht | Jean-François Clervoy 3e ruimtevlucht | Jean-François Clervoy 3e ruimtevlucht |
| Missiespecialist 3 | / Michael Foale 5e ruimtevlucht       | / Michael Foale 5e ruimtevlucht       | / Michael Foale 5e ruimtevlucht       |
| Missiespecialist 4 | Steven Smith 3e ruimtevlucht          | Steven Smith 3e ruimtevlucht          | Steven Smith 3e ruimtevlucht          |
| Missiespecialist 5 | Claude Nicollier 4e ruimtevlucht      | Claude Nicollier 4e ruimtevlucht      | Claude Nicollier 4e ruimtevlucht      |

## Media

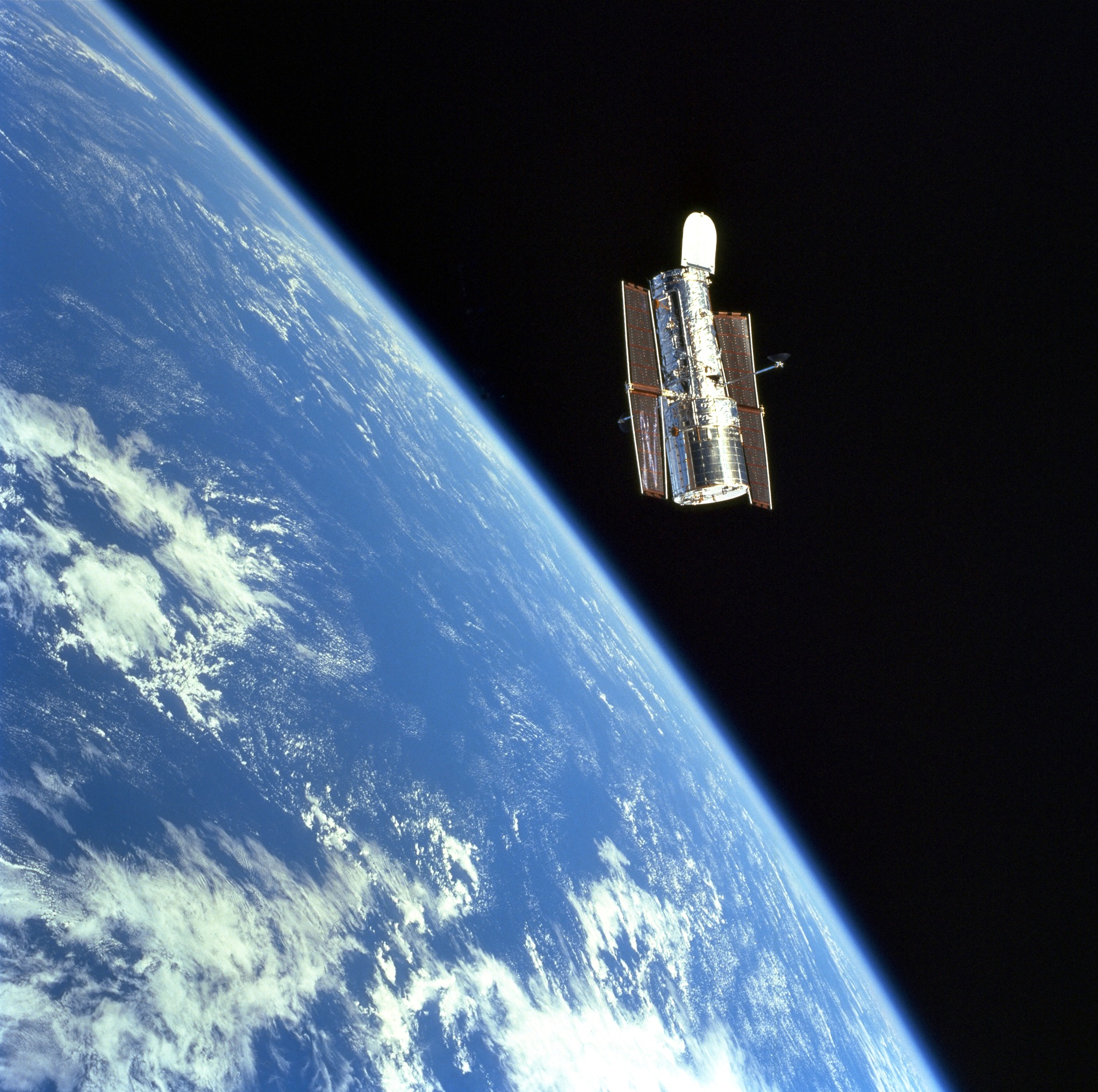
De Hubble telescoop gezien vanaf de Discovery
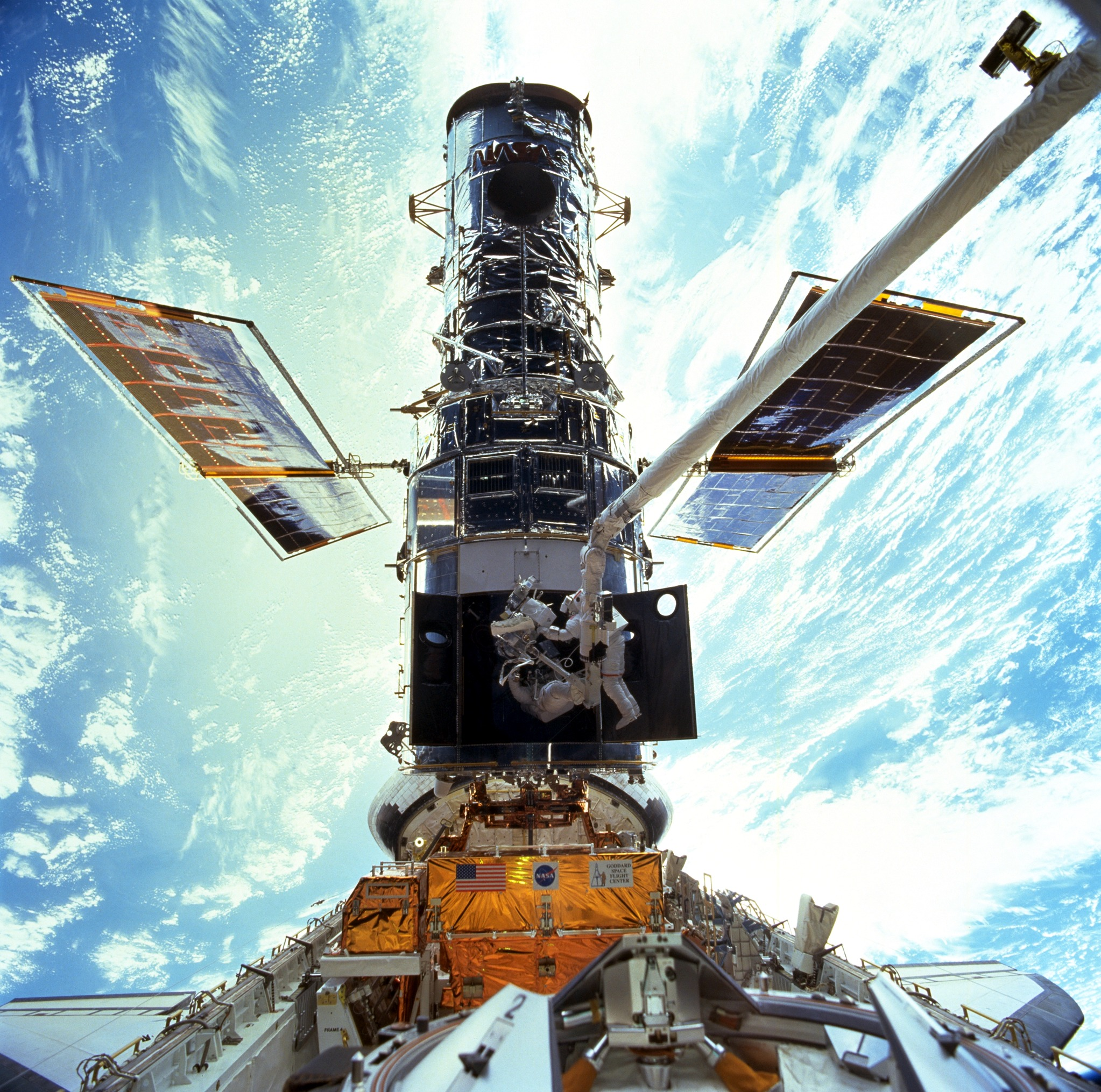
De Hubble gekoppeld aan de Discovery